# UNCG Soccer Stadium
L'UNCG Soccer Stadium, de son nom complet University of North Carolina at Greensboro Soccer Stadium, est un stade de soccer américain situé dans la ville de Greensboro, en Caroline du Nord.
Le stade, doté de 3 540 places et inauguré en 1991, appartient à l'Université de Caroline du Nord à Greensboro et sert d'enceinte à domicile pour l'équipe de soccer universitaire des Spartans de Caroline du Nord à Greensboro.

## Histoire
Le stade, situé sur le campus de l'Université de Caroline du Nord à Greensboro, ouvre ses portes en 1991 (pour un coût de construction estimé à 3,6 millions $).
Le Dynamo de Greensboro (de la USISL) joue ses rencontres à domicile à l'UNCG Soccer Stadium entre 1993 et 1996, avant de s'installer au A.J. Simeon Stadium.
Le stade accueille la finale de soccer de Southern Conference en 2020, et accueille des matchs du championnat NCAA de soccer ainsi que sa version féminine.

## Événements
- 1997-98 : Women's College Cup